# Yokohama Marinos 1995
Questa voce raccoglie le informazioni riguardanti lo Yokohama Marinos nelle competizioni ufficiali della stagione 1995.

## Stagione
Subito eliminato dalla Coppa dell'Imperatore a causa di una sconfitta di misura contro il Fukuoka Blux lo Yokohama Marinos, che a campionato avviato aveva visto le partenze dell'allenatore Jorge Solari e di pedine importanti (come Ramón Díaz, Shigetatsu Matsunaga e Takashi Mizunuma) riuscì comunque a vincere la Suntory Series della J. League guadagnandosi l'accesso nella finale della competizione dove, con due vittorie di misura, prevalse sul Verdy Kawasaki ottenendo il suo primo titolo da squadra professionistica.

## Maglie e sponsor
Le magliette, recanti un motivo diverso da quello della stagione precedente, sono prodotte dalla Mizuno e recano sulla parte anteriore lo sponsor Nissan accompagnato dal numero del giocatore.
| Manica sinistra · Manica sinistra · Maglietta · Maglietta · Manica destra · Pantaloncini · Calzettoni |

## Rosa
| N. |                      | Ruolo | Calciatore           |
| -- | -------------------- | ----- | -------------------- |
| -  | Giappone (bandiera)  | P     | Shigetatsu Matsunaga |
| -  | Giappone (bandiera)  | P     | Eiichiro Yamada      |
| -  | Giappone (bandiera)  | P     | Yoshikatsu Kawaguchi |
| -  | Giappone (bandiera)  | P     | Takuya Ito           |
| -  | Giappone (bandiera)  | P     | Daijirō Takakuwa     |
| -  | Giappone (bandiera)  | D     | Masami Ihara         |
| -  | Giappone (bandiera)  | D     | Junji Koizumi        |
| -  | Giappone (bandiera)  | D     | Norio Omura          |
| -  | Giappone (bandiera)  | D     | Masaharu Suzuki      |
| -  | Giappone (bandiera)  | D     | Kunio Nagayama       |
| -  | Giappone (bandiera)  | D     | Tetsuya Itō          |
| -  | Giappone (bandiera)  | D     | Takehito Suzuki      |
| -  | Giappone (bandiera)  | D     | Yoshio Koido         |
| -  | Giappone (bandiera)  | D     | Kensaku Omori        |
| -  | Giappone (bandiera)  | D     | Fumiyasu Hata        |
| -  | Giappone (bandiera)  | D     | Noriaki Tatsui       |
| -  | Giappone (bandiera)  | C     | Takashi Mizunuma     |
| -  | Argentina (bandiera) | C     | Gustavo Zapata       |
| -  | Giappone (bandiera)  | C     | Keiichi Zaizen       |
| -  | Giappone (bandiera)  | C     | Rikizō Matsuhashi    |

| N. |                      | Ruolo | Calciatore         |
| -- | -------------------- | ----- | ------------------ |
| -  | Argentina (bandiera) | C     | David Bisconti     |
| -  | Giappone (bandiera)  | C     | Satoru Noda        |
| -  | Giappone (bandiera)  | C     | Takahiro Yamada    |
| -  | Giappone (bandiera)  | C     | Yoshiharu Ueno     |
| -  | Giappone (bandiera)  | C     | Shinya Nishikawa   |
| -  | Giappone (bandiera)  | C     | Yoshito Terakawa   |
| -  | Giappone (bandiera)  | C     | Mitsonobu Moriya   |
| -  | Giappone (bandiera)  | C     | Akihiro Endō       |
| -  | Giappone (bandiera)  | C     | Shinji Makino      |
| -  | Giappone (bandiera)  | C     | Shusuke Shimada    |
| -  | Giappone (bandiera)  | C     | Ryūji Kubota       |
| -  | Giappone (bandiera)  | C     | Naoki Matsuda      |
| -  | Argentina (bandiera) | C     | Pedro Massacessi   |
| -  | Giappone (bandiera)  | A     | Masato Koga        |
| -  | Giappone (bandiera)  | A     | Takuya Jinno       |
| -  | Giappone (bandiera)  | A     | Fumitake Miura     |
| -  | Argentina (bandiera) | A     | Ramón Medina Bello |
| -  | Argentina (bandiera) | A     | Ramón Díaz         |
| -  | Giappone (bandiera)  | A     | Sōtarō Yasunaga    |

## Statistiche

### Statistiche di squadra
| Competizione          | Punti | Totale | Totale | Totale | Totale | Totale | Totale | DR  |
| Competizione          | Punti | G      | V      | N      | P      | Gf     | Gs     | DR  |
| --------------------- | ----- | ------ | ------ | ------ | ------ | ------ | ------ | --- |
| J. League             | 98    | 52     | 32     | -      | 20     | 86     | 75     | +11 |
| Coppa dell'Imperatore | -     | 2      | 1      | -      | 1      | 3      | 3      | 0   |
| Totale                | -     | 54     | 33     | -      | 21     | 89     | 78     | +11 |